# Who's Your Daddy?
Who's Your Daddy? é um filme de comédia estadunidense de 2002, dirigido (e co-roteirizado) por Andy Fickman.

## Sinopse
Um aluno adotado do último ano do ensino médio em Ohio descobre que é o herdeiro de um império pornográfico. Caindo em uma dura luta pelo poder, seu novo rebanho de belas colegas de trabalho vêm em seu auxílio.

## Elenco
- Leslie Appleyard .... Lori
- William Atherton .... Duncan Mack
- Justin Berfield .... Danny Hughes
- Ryan Bittle .... Hudson Reed
- Gary Blumsack .... Hector Conchita Consuelo
- Tara Boger.... Katerinna
- Robert A. Butler .... piloto do helicóptero
- Colleen Camp ....	Beverly Hughes
- Shera Danese .... Honey Mack
- Brandon Davis .... Chris Hughes
- Kadeem Hardison .... Andy Brookes
- Josh Jacobson .... Bobby
- Jolie Jenkins .... Patty Landry
- Patsy Kensit .... Heather McKay
- Christine Lakin .... Kate Reeves

## Produção e lançamento
Os produtores do filme pretendiam que Who's Your Daddy capitalizasse o início do revival de comédia sexual adolescente do século 21, como liderado por American Pie de 1999.
Fickman filmou o filme em 2001, mas depois de um processo de exibição sem êxito em 2002, o filme foi arquivado por vários anos. Lançado nos cinemas na América do Norte, Who's Your Daddy finalmente alcançou o público dos EUA em DVD em janeiro de 2005, seguido por um curto período nos cinemas islandeses no verão seguinte.